# Regiões e Povos Solidários
Regiões e Povos Solidários é uma coligação de partidos regionalistas em França, sobretudo de centro-esquerda e ecologistas.

## Participantes
A coligação é integrada pelos seguintes partidos e organizações:
| Território        | Partido                                                  | Sigla   |
| ----------------- | -------------------------------------------------------- | ------- |
| Alsácia           | Unser Land (Nosso País)                                  |         |
| Bretanha          | União Democrática Bretã                                  | UDB     |
| Catalunha Norte   | Sim ao País Catalão                                      |         |
| Catalunha Norte   | Unidade Catalã                                           | UC      |
| Córsega           | Partido da Nação Corsa                                   | PNC     |
| Córsega           | Femu à Corsica                                           |         |
| Mosela            | 57 - Le Parti des Mosellans / Partei der Mosellothringer | 57-PDM  |
| Occitânia         | Partido Occitano                                         | POC     |
| Pais Basco Norte  | Euskal Herria Bai (Pais Basco Sim)                       | EH Bai  |
| Pais Basco Norte  | Partido Nacionalista Basco (França)                      | EAJ-PNB |
| Sabóia            | Movimento Região Sabóia                                  | MRS     |
| Diáspora Tamazgha | Congresso Mundial Amazigh                                | CMA     |